# گروه ورز
گروه ورز (انگلیسی: Warez group) یک گروه مستحکم و سازمان یافته از افرادی است که درگیر ایجاد و توزیع ورز شامل: فیلم، موسیقی، بازی ویدئویی و نرم‌افزار هستند و در صحنه حضور دارند. گروه‌های مختلفی در صحنه حضور دارند: گروه‌های ناشر و گروه‌های پیک. گروه‌ها اغلب با هم به رقابت می‌پردازند، زیرا گروهی که بتواند زودتر یک نسخه باکیفیت و درست از ورز را منتشر کند می‌تواند احترام کسب کند و شهرتش زیاد شود، و در واقع یک «مسابقه غرور و شهرت» انجام می‌شود. گروه‌های ورز به اینکه دیگران دربارهٔ آن‌ها چه تصوری دارند خیلی اهمیت می‌دهند.

## توصیف
آنالوگ کامپیوتینگ در سال ۱۹۸۴ مشاهده کرد که سرقت نرم‌افزاری برای افرادی که به کرک کردن نرم‌افزار مشغول هستند جنبه اقتصادی ندارد. انگیزه اولیه گروه‌های ورز سود پولی نیست، بلکه هیجان شکستن قانون و ضربه‌زدن به رقیب هدف اصلی است. اگرچه دو گروه صحنه: «پاورآپ» و «اسپم‌تی‌وی» درخواست بیت‌کوین کرده‌اند. همچنین از اعضای این گروه‌ها معمولاً سازنده‌ها، کرکرها و کی‌جن‌ها هستند.
گروه‌های ورزی وجود دارند که در خارج از صحنه اقدام به انتشار محتوای جدید می‌کنند، که به گروه‌های پی‌توپی معروف هستند. آن‌ها بیشتر برای افرادی در دسترس هستند که به فیلم‌های جدید دسترسی دارند و محدود به مجموعه‌ای از قوانین و مقررات نیستند.
اف‌بی‌آی در عملیات‌های مختلفی به مقابله با گروه‌های ورز پرداخته‌است: سایبراسترایک، عملیات باکنیر، عملیات فست‌لینک، عملیات سیف‌هیون و عملیات سایت داون. به همین ترتیب، گروه پی‌توپی «ایمجین» به دلیل اقدامات قانونی از بین رفته‌است.
برخی از گروه‌های نرم‌افزاری و بازی ویدئویی عبارتند از: ریزر ۱۹۱۱، ریلودد، درینک‌اوردای، پایرت ویت اتیتود، کلس و مث اند فیرلایت. برای لیست طولانی‌تر فهرست گروه‌های ورز را بخوانید.

## گروه‌های ناشر
گروه‌های ناشر یا گروه‌های ریلیز مسئولیت ایجاد ورزهای نشر شده را بر عهده دارند. برای مثال آن‌ها یک فیلم را از داخل دی‌وی‌دی استخراج کرده، فرمت آن را به یک فایل ویدئویی تبدیل کرده و آن را به بخش‌های کوچکتر تبدیل و منتشر می‌کنند. این گروه‌ها در راس دنیای ورز هستند. پس از انتشار نسخه‌های نشر شده در سایت‌های مرتبط با آن، در پایگاه‌های داده قابل دسترس بودن ورز را اعلام می‌کنند. آن‌ها برای اینکه بتوانند کرک و کی‌جن یک برنامه را بنویسند باید به نسخه اصلی محصولات نرم‌افزاری دسترسی داشته باشند، بنابراین فایل‌های رسانه‌ای اصلی را در میان خود به اشتراک می‌گذارند و معمولاً این اشتراک گذاری در سایت‌های خصوصی و سرورهایشان انجام می‌شود. ارتباط بین عضوها از طریق آی‌آرسی انجام می‌شود.
معمولاً گروه‌های ورز یک فایل NFO را نیز همراه با نسخه‌های نشر شده‌شان، منتشر می‌کنند. با توجه به ماهیت صحنه، در مورد این گروه‌ها اطلاعات خیلی زیادی در دسترس نیست. اکثر گروه‌ها از یکی از استانداردهای مختلف ورز پیروی می‌کنند تا از تخریب جلوگیری شود. اکثر گروه‌ها بر روی یک دسته (موسیقی، فیلم، تلویزیون، ...) یا سبک (مانند موسیقی متال یا گرافیتی) تمرکز می‌کنند.
اعضای گروه نقش‌های مختلفی دارند. اکثر گروه‌ها دارای یک یا چند رهبر گروه هستند که با واگذاری وظایف به افراد کمک می‌کنند مانند: تهیه‌کننده، کرکر یا ریپر. اعضای آن‌ها اغلب مردان جوان هستند.

## گروه‌های پیک
گروه‌های پیک یا گروه‌های کوریر نسخه نشر شده را دریافت و آن را توزیع می‌کنند. این کار را می‌توان با استفاده از سایت‌های اف‌ایکس‌پی به اف‌تی‌پی انجام داد. در صحنه، پیک‌های بیشتری نسبت به کرکرها، تهیه‌کننده‌ها و ترکیب‌کننده سایت‌ها وجود دارند.
پیک‌ها یک دسته خاص از کاربران تاپ‌سایت هستند که دسترسی خود را با آپلود نسخه‌های جدید نشر شده و انجام دادن درخواست‌ها به دست می‌آورند. هنگامی که یک پیک دسترسی به یک تاپ‌سایت را به دست می‌آورد، اغلب آن‌ها مجبور هستند به صورت آزمایشی یک مقدار مشخص را در یک دوره کوتاه مدت آپلود کنند.
پیک‌ها برای به دست آوردن احترام، اعتبار، دسترسی به دیگر تاپ‌سایت‌ها و تفریح با یکدیگر رقابت (مسابقه) می‌کنند. پیک‌های خصوصی اغلب به عنوان پیک‌های مستقل (iND) عمل می‌کنند. بعضی از باندهای پیک، به واسطه رفاقت و حمایت و روابط دوستانه‌ای که با یکدیگر دارند گروه‌های پیک را با هم تشکیل می‌دهند. هرچند که مسابقات پیک‌ها بیش از هر زمان دیگری توسط اعضای داخلی و تاپ‌سایت‌ها انجام می‌شود که اسکریپت‌ها را توسعه داده تا وظایف پیک را به‌طور خودکار انجام دهند.